# Anthicus falli
Anthicus falli är en skalbaggsart som beskrevs av Werner 1964. Anthicus falli ingår i släktet Anthicus och familjen kvickbaggar. Inga underarter finns listade i Catalogue of Life.